# Judo ai Giochi della XXIX Olimpiade - 81 kg maschile
La Categoria 81 kg è stata la quarta categoria di peso alle Olimpiadi di Pechino 2008. Hanno partecipato 35 atleti.
Le gare si sono svolte il 12 agosto.

## Turno preliminare
- Sacha Denanydh  Togo b. Sherali Bozorov  Tagikistan
- João Neto  Portogallo b. Saba Gavashelishvili  Georgia
- Srdjan Mrvaljevic  Montenegro b. Youssef Badra  Tunisia

## Ripescaggi
Gli atleti eliminati dai 4 semifinalisti nei primi round del tabellone principale sono passati ai ripescaggi: questi incontri hanno stabilito i vincitori delle medaglie di bronzo.